# Sindrome di Jacobs
La sindrome di Jacobs, o sindrome XYY, o disomia del cromosoma Y è un'aneuploidia eterosomica, cioè un'anomalia cariotipica, nella quale è presente, oltre ai cromosomi X e Y tipici del corredo normale maschile umano, un cromosoma soprannumerario Y.
Tale polisomia è dovuta a una non-disgiunzione durante la seconda divisione meiotica nella gametogenesi maschile.
Nonostante l'esiguità del contributo genico del cromosoma Y, diverse sono le caratteristiche individuate nei portatori dell'aneuploidia. Sebbene non particolarmente omogenee, risultano comunque avere frequenza significativamente superiore a quella con la quale medesimi caratteri si ritrovano nella popolazione generale. I soggetti vengono detti anche super maschi e possono presentare spesso un'altezza superiore a 180 cm (media 188 cm) e, in alcuni casi, lieve ritardo mentale. Possono avere denti grandi o con radici grandi, possono avere problemi vascolari Marfan-simili ed è stata ipotizzata l'associazione anche con difetti di lateralizzazione embriogenica.
I livelli di testosterone sono normali, contrariamente a quanto ipotizzato in passato (prima erano considerati particolarmente alti).
La sindrome spesso non viene diagnosticata nell’arco della vita dell’individuo.
La frequenza con cui questa ploidia si manifesta è di 1-5/10000 maschi.

## Errore storico
Tale malattia è nota per la sua storia, poiché alla nascita delle scienze criminologiche, sull'onda delle teorie lombrosiane fisiognomiche e del darwinismo sociale, si vollero ricercare cause genetiche del comportamento criminale.
Viene citata spesso in statistica come esempio di errore statistico, commesso se il campione di studio non è adeguato: infatti l'ipotizzato collegamento XYY-criminalità fu considerato certo solo in base a studi fatti all'interno delle carceri, mentre utilizzando un campione più adeguato, si è potuto osservare come tale sindrome è in realtà diffusa in maniera omogenea nella popolazione, senza differenza di ceto, impiego, religione, appartenenza etnica. La presunta tendenza criminale dei portatori di tale anomalia viene utilizzata come spunto nella trama del film Il gatto a nove code di Dario Argento. Individui portatori della sindrome 47,XYY sono i 25 detenuti della colonia penale Fiorina "Fury" 161 nel film di fantascienza Alien³.
Un altro esempio di errore metodologico è la tesi secondo la quale questi individui possono avere tendenze bisessuali: occorre infatti differenziare tra suggestibilità e significatività.